# المشي على الريح موت في المنفى
"المشي على الريح موت في المنفى" هو كتاب أدبي للكاتب المغربي عبد الحميد البجوقي، يُصنف ضمن الأعمال التي تتناول موضوعات المنفى، الاغتراب، والصراعات النفسية والوجودية التي تواجه الإنسان في مواجهة الغربة والابتعاد عن الوطن. صدر الكتاب في أكتوبر 2018 عن دار النشر دار سليكي إخوان بمدينة طنجة.

## أبعاد العنوان
منذ البداية، يعكس عنوان الرواية "المشي على الريح موت في المنفى" نية المبدع في خلق عمل جمالي وفني يحمل أبعادًا رمزية وفلسفية عميقة. العنوان مركب يتكون من متغيرين رئيس وثانوي؛ الأول "المشي على الريح" الذي يوحي برمز للحركة غير الثابتة، واللاعتمادية، والارتجالية في حياة المهاجرين، والثاني "موت في المنفى" الذي يحمل دلالات مزدوجة على الموت الفعلي والرمزي معًا، حيث الموت هنا لا يقتصر على الفناء الجسدي بل يتعداه إلى موت الهوية، والمكان، والكرامة.
يشير البعد الرمزي للعنوان إلى تجربة الاغتراب التي يعيشها الأفراد المنفيون، الذين يتحولون إلى شخصيات تائهة بين زمنين: زمن ما قبل المنفى وزمن الحاضر المرير الذي يجسد النزوح القسري والاغتراب النفسي والاجتماعي. وبالتالي، يقدم الكاتب رؤية ثاقبة لواقع الهجرة بوصفها تجربة تحمل في طياتها إمكانية الفناء ضمن فضاء اجتماعي وثقافي غير مضياف.

## الأبعاد الاجتماعية والسياسية
تنقل الرواية صورة مكثفة عن حياة المهاجرين الأفارقة في المهجر الإسباني، مستعرضةً مجموعة من القضايا الاجتماعية والسياسية التي تحيط بهم. يصور النص الصراعات اليومية التي يواجهها المهاجرون، والتي تتراوح بين العنف اللفظي والجسدي، والإقصاء القانوني، وانعدام الحقوق المدنية، وصولًا إلى معاناة الغربة الثقافية والاحتجاج على الظلم الاجتماعي.
ينطلق العمل من منظور سوسيولوجي نقدي، حيث يطرح الكاتب تساؤلات حول بنى السلطة والقوانين التي تتعامل مع المهاجرين كأعداء أو ضحايا لا حقوق لهم. ويكشف النص عن آليات التهميش السياسي والقانوني التي تعمل على تكريس وضع المنفى كحالة دائمة من العزلة والانفصال، مسلطًا الضوء على ازدواجية العلاقات بين الذات والموضوع، خصوصًا من خلال تأملات مستوحاة من أفكار جورج هربرت ميد في التفاعلية الرمزية.

## الأبعاد الأسطورية والرمزية
يستند العنوان إلى بعد أسطوري، حيث يحمل "المشي على الريح" إحالة ضمنية إلى "المشي على الماء" في التراث المسيحي، والتي ترمز إلى المعجزات، القوة الروحية، والقدرة على مواجهة المستحيل. يعيد الكاتب توطين هذا الرمز في سياق واقعي مأساوي، ليبرز صمود المهاجرين في مواجهة قسوة المنفى والظروف المعاكسة، ويحول معاناتهم إلى ملحمة إنسانية تتخطى حدود التاريخ.
تُصوّر الرواية المهاجرين ككائنات محكومة بمصير اللازمن، حيث يعيشون في هامش التاريخ، خارج أطر الزمن الطبيعي، مما يحولهم إلى أساطير حية بين السطور. هذه الصورة الرمزية تعزز من معاناة المنفى وتؤكد على الغربة الوجودية التي تواجهها هذه الفئات، لكنها في الوقت ذاته تمنح الرواية قدرة على التبشير بالقيم الإنسانية من كرامة، وتعاطف، وحق في الحياة.

## البنية الزمنية والمكانية للرواية
يبني الكاتب عمله على أساس بنية زمنية ومكانية دقيقة، حيث توزع الأحداث بين زمنين متوازيين: زمن ماضي ضائع غارق في الذكريات، وزمن حاضر قاسٍ يمثل واقع الهجرة والمنفى. يسهم هذا التوزيع الزمني في إظهار الصراعات النفسية والاجتماعية التي تواجه الشخصيات، ويمنح النص إيقاعًا سرديًا يعكس حالة التشظي والتمزق التي يعيشها المهاجرون.
أما من حيث المكان، فيستخدم الكاتب مواقع محددة باسمائها الحقيقية (كالمدن والساحات) ليؤكد على واقعية الحكاية، لكنه يضيف عليها أبعادًا تخيلية وجمالية تمثل صراع الإنسان مع البيئة الاجتماعية والسياسية التي تؤطر حياته. هذه الأماكن تتحول إلى مسارح لتفاعلات معقدة بين الشخصيات، حيث تظهر في أوقات معينة كمشاهد للاضطهاد والعنف، وفي أوقات أخرى كفضاءات للترابط والتضامن.

## سرد الرواية وأسلوبها الفني[3]
تتسم الرواية باستخدام مزيج من السرد المشهدي والبنيوي، حيث يعتمد الكاتب على راوي أساسي بضمير الغائب، يتولى سرد الأحداث بموضوعية، مع اعتماد سرد موشور في بعض الفصول بضمير المتكلم، يقدم شهادات شخصية لبعض الشخصيات، مما يزيد من واقعية النص ويمنحه عمقًا إنسانيًا ونفسيًا.
يتميز السرد بدقة في التفاصيل، وتركيز على الجوانب النفسية والاجتماعية للشخصيات، مع توظيف ذكي للحوار الداخلي والوصفي الذي ينقل أحاسيس الألم والحنين واليأس. تبرز الرواية التوازن بين سرد الحدث وتفسيره، وبين نقل الواقعة والمشهد وبين التعمق في تفسير أبعاده، ما يجعلها عملاً متنوعًا بين الرواية الاجتماعية والفلسفية.

## تحليل الشخصيات وعلاقاتها
تدور الرواية حول شخصيات مهاجرة متشابهة في الألم والبحث عن الذات والكرامة، تتشارك في مصير جماعي رغم اختلافاتهم الفردية. يرسم الكاتب شخصيات مركبة نفسياً واجتماعياً، تتفاعل بشكل تضامني وتواجه المصاعب معًا، في تعبير عن وحدة المصير.
لا يتبع النص نمط الصراع الفردي التقليدي بين الشخصيات، بل يركز على التضامن الاجتماعي والإنساني بين المهاجرين، في مواجهة نظام قانوني واجتماعي يكرس الإقصاء. يقدم الكاتب تحليلًا عميقًا للعلاقات بين الشخصيات، وكيف تؤثر البيئة الخارجية على علاقاتهم وسلوكهم، مبرزًا مفاهيم الإسناد والارتباط التي تربطهم وتدفعهم للصمود.

## الأطر النظرية والمراجع السوسيولوجية
يعتمد النص على مفاهيم من علم الاجتماع، خصوصًا نظريات جورج هربرت ميد في التفاعلية الرمزية، التي تربط بين الذات والموضوع عبر عملية تواصل مستمرة. كما تستحضر الرواية أفكار ميشيل مافيزولي في "السوسيولوجيا اليومية"، حيث يبرز دور الممارسات الاجتماعية اليومية في تشكيل التصورات الجماعية.
تظهر في الرواية أيضًا تأملات إروين جوفمان في التفاعل الوجهي والميكروسوسيولوجي، لاسيما في وصف حركات الجسم وتعابير الوجه التي تحمل رسائل رمزية ضمن السياق الاجتماعي. كما يستعين النص بمفهوم الصراعات الثقافية لبيير بورديو لتفسير التوترات بين المهاجرين والمجتمع المضيف.
من جهة أخرى، تعكس الرواية نقدًا لسياسات الهجرة في إسبانيا، مستندة إلى أبحاث يورجن هابرماس حول التباين بين العالم الواقعي والعالم التنظيمي، حيث يكشف الكاتب عن ازدواجية المواقف السياسية والقانونية تجاه المهاجرين، وتأثيرها على حياة الأفراد ومستقبلهم.

## الأهمية الثقافية والأدبية للرواية
تمثل الرواية إسهامًا مهمًا في أدب الهجرة والمنفى، خاصة في السياق المغربي والإسباني، حيث تفتح نافذة على تجربة إنسانية شاملة تلتقط معاناة اللاجئين والمهاجرين من منظور إنساني عميق. تستعرض الرواية تنوع القضايا المرتبطة بالهجرة، من الصراعات القانونية والاجتماعية إلى الأبعاد النفسية والثقافية، ما يجعلها نصًا متعدد الأبعاد يجمع بين الأدب والسياسة وعلم الاجتماع.
تبرز الرواية كوثيقة أدبية تسهم في فهم واقع الهجرة والهويات المشتتة، وتدعو إلى تأمل نقدي في أنظمة القوانين والسياسات التي تؤثر على حياة المهاجرين، وتسائل القيم المجتمعية تجاه الآخر المختلف. كما تؤكد على ضرورة احترام الكرامة الإنسانية والتعايش السلمي في عالم معولم.